# Jari Lipponen
Jari Lipponen   (Kemi, 17 d'octubre de 1972) és un arquer finlandès, ja retirat, guanyador d'una medalla olímpica.
El 1992 va prendre part en els Jocs Olímpics d'Estiu de Barcelona, on va disputar dues proves del programa de tir amb arc. Formant equip amb Ismo Falck i Tomi Poikolainen guanyà la medalla de plata en la prova per equips, mentre en la competició individual fou vuitè. El 1996, als Jocs d'Atlanta, fou vuitè en la prova per equips i vintè en la competició individual. El 2000, a Sydney, disputà, sense sort, els seus tercers i darrers Jocs.
En el seu palmarès també destaquen dues medalles de plata en el Campionat del Món, el 1991 i 1999 i tres medalles, dues d'or i una de bronze, en el Campionat d'Europa.